# Palapu
Palapu (en népalais : पलापू) est un comité de développement villageois du Népal situé dans le district d'Okhaldhunga. Au recensement de 2011, il comptait 5 231 habitants.